# Hudson DeLuxe Eight
Der Hudson DeLuxe Eight bezeichnet eine Serie von Achtzylinder-Automobilen, die die Hudson Motor Car Co. in Detroit von 1934 bis 1938 fertigte. Er war die luxuriösere Ausführung des Modells Standard Eight. 1940 lebte der Modellname nochmals für die besser ausgestattete Variante des Hudson Eight auf.

## 1934–1938

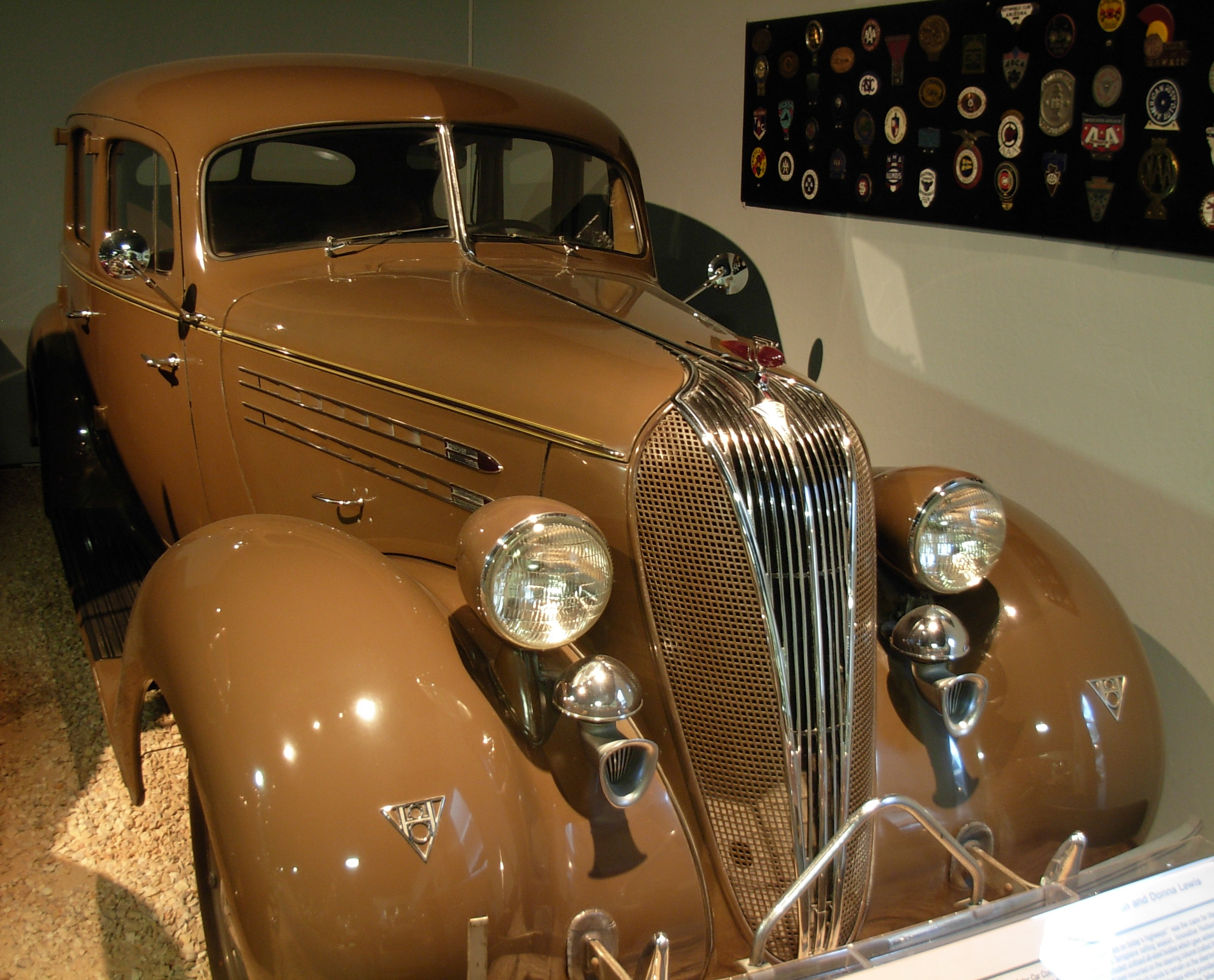
Hudson De Luxe Eight, Modell 64, 1936

Die Fahrgestelle hatten einen Radstand von 2.946 mm (Modell LU) oder 3.124 mm (Modell LLU). Anders als beim Standard Eight waren beide Ausführungen mit dem gleichen Motor bestückt, ein Reihenachtzylindermotor mit seitlich stehenden Ventilen, 4.169 cm³ Hubraum (Bohrung × Hub = 76,2 mm × 114,3 mm) und einer Leistung von 113 bhp (83 kW) bei 3.800/min. Optional war auch eine Ausführung mit 121 bhp (90 kW) bei 4.000/min. verfügbar. Über eine Einscheiben-Ölbadkupplung wurde die Motorkraft an ein Dreiganggetriebe (mit Mittelschaltung) und dann an die Hinterräder weitergeleitet. Die mechanischen Bremsen wirkten auf alle vier Räder. Anfahrhilfe und automatische Kupplung waren als Sonderausstattung verfügbar.
Es gab unterschiedlichste Aufbauten mit 2 und 4 Türen. Der LLU mit längerem Radstand wurde ausschließlich als viertürige Limousine oder Brougham geliefert.
1935 erhielt der Wagen (nun Modell HU) das längere Fahrgestell des Special Eight mit 2.972 mm Radstand. Im Unterschied zum Special Eight waren die Lampentöpfe verchromt und die Windschutzscheibe mit zwei Scheibenwischern ausgestattet. Die Leistung des optional verfügbaren Motors stieg auf 124 bhp (91 kW).
1936 gab es wieder zwei Fahrgestelle mit unterschiedlichen Radständen: 3.048 mm für das Modell 64 und 3.226 mm für das Modell 66. Das Modell 64 war meist mit zweitürigen Aufbauten zu bekommen; es gab aber auch eine viertürige Limousine. Der „66“ war nur als 4-türige Limousine verfügbar. Die Karosserien fielen gegenüber dem Vorjahr etwas runder aus. Nachdem Wegfall des Special Eight war der DeLuxe Eight nun das billigste Achtzylindermodell, die luxuriösere Variante hieß Custom Eight. In alle Hudson-Fahrzeuge waren anstatt der mechanischen nun hydraulische Bremsen eingebaut.
1937 wuchsen die Radstände um 2" auf 3.099 mm (Modell 74) und 3.277 mm (Modell 76). Neu waren in diesem Jahr die vorne angeschlagenen Türen und der schmale, bis in die Motorhaube hineingezogene Kühlergrill. Der Motor leistete bei unverändertem Hubraum nun 122 bhp (90 kW) bei 4.200/min.
1938 entfiel das Fahrgestell mit dem langen Radstand. Das Modell 84 hatte nun einen Kühlergrill mit verchromter Mittelrippe und horizontalen Stäben zu beiden Seiten. Im Folgejahr wurde der DeLuxe Eight zu Gunsten des besser ausgestatteten Country Club Eight eingestellt.

## 1940
Im Modelljahr 1940 gab es wieder einen DeLuxe Eight, der eine besser ausgestattete Ausführung des einfachen Hudson Eight war. Beide Modelle hatten Fahrgestell (2.997 mm) und Erscheinungsbild des Hudson Super Six übernommen: Sie hatten einen Kühlergrill mit horizontalen Stäben, der die gesamte Fahrzeugbreite einnahm, und in die Kotflügel integrierte Hauptscheinwerfer.
Der Achtzylindermotor mit unverändertem Hubraum leistete nun 128 bhp (94 kW) bei 4.200/min. Als Aufbauten wurden nur eine zwei- und eine viertürige Limousine angeboten.
1941 entfiel der DeLuxe Eight wieder und wurde durch den Commodore Eight ersetzt.